# Phomatospora hederae
Phomatospora hederae är en svampart som beskrevs av Feltgen 1901. Phomatospora hederae ingår i släktet Phomatospora, ordningen kolkärnsvampar, klassen Sordariomycetes, divisionen sporsäcksvampar och riket svampar.   Inga underarter finns listade i Catalogue of Life.